# Friedrichbeckeit
Das Mineral Friedrichbeckeit (IMA-Symbol Fri) ist ein sehr selten vorkommendes Ringsilikat aus der Milaritgruppe und hat die Endgliedzusammensetzung KNa□Mg2Be3Si12O30. Es kristallisiert mit hexagonaler Symmetrie und entwickelt farblose, sechsseitig plattige Kristalle von unter einem Millimeter Größe.
Friedrichbeckeit bildet sich bei der Kontaktmetamorphose von silikatreichen Fremdgesteinseinschlüssen in alkalireichen tephritischen Magmen und ist bislang nur an seiner Typlokalität, dem Bellerberg-Vulkan in der Eifel, gefunden worden.

## Etymologie und Geschichte
Entdeckt wurde Friedrichbeckeit 2009 in einem Gneis-Xenolith vom Ettringer Bellerberg in der Eifel, Deutschland und wurde von C. L. Lengauer, N. Hrauda, Uwe Kolitsch, R. Krickl, and E. Tillmans nach dem österreichischen Mineralogen und Petrographen Friedrich Johann Karl Becke (1855–1931) benannt. Becke war Leiter des Mineralogisch-Petrographischen Instituts der Universität Wien und ist bekannt für die von ihm entwickelte Methode, unter dem Mikroskop den Brechungsindex von Mineralen durch Beobachtung der ebenfalls nach ihm benannten Beckeschen Linie abzuschätzen.
Friedrichbeckeit ist bereits der zweite Anlauf, Friedrich Becke mit der Benennung eines Minerals zu ehren. Bereits im Jahre 1905 benannte J. Morozewicz das Kalzium-Lanthan-Silikat Beckelith nach Friedrich Becke. Beckelith erwies sich als identisch mit Britholith-(Ce) und wurde im Jahr 2006 von der CNMMC der Internationalen Mineralogischen Vereinigung (IMA) als Mineral diskreditiert.

## Klassifikation
Da der Friedrichbeckeit erst 2009 entdeckt wurde, ist er in der zuletzt 1977 überarbeiteten Systematik der Minerale nach Strunz (8. Auflage) nicht aufgeführt.
In der zuletzt 2018 überarbeiteten Lapis-Systematik nach Stefan Weiß, die formal auf der alten Systematik von Karl Hugo Strunz in der 8. Auflage basiert, erhielt das Mineral die System- und Mineralnummer VIII/E.22-20. Dies entspricht der Klasse der „Silikate“ und dort der Abteilung „Ringsilikate“, wo Friedrichbeckeit zusammen mit Agakhanovit-(Y), Almarudit, Armenit, Berezanskit, Brannockit, Chayesit, Darapiosit, Dusmatovit, Eifelit, Emeleusit, Faizievit, Klöchit, Lipuit, Merrihueit, Milarit, Oftedalit, Osumilith, Osumilith-(Mg), Poudretteit, Roedderit, Shibkovit, Sogdianit, Sugilith, Trattnerit, Yagiit, Yakovenchukit-(Y) die „Milarit-Osumilith-Gruppe“ (mit doppelten Sechserringen [Si12O30]12−) mit der Systemnummer VIII/E.22 bildet.
Die von der International Mineralogical Association (IMA) zuletzt 2009 aktualisierte 9. Auflage der Strunz’schen Mineralsystematik ordnet den Friedrichbeckeit ebenfalls in die Abteilung der „Ringsilikate“ ein. Diese ist weiter unterteilt nach der Struktur der Ringe, so dass das Mineral entsprechend seinem Aufbau in der Unterabteilung „[Si6O18]12−-Sechser-Doppelringe“ zu finden ist. Darin gehört es mit Almarudit, Armenit, Berezanskit, Brannockit, Chayesit, Darapiosit, Dusmatovit, Eifelit, Klöchit, Merrihueit, Milarit, Oftedalit, Osumilith, Osumilith-(Mg) (N), Poudretteit, Roedderit, Shibkovit, Sogdianit, Sugilith, Trattnerit und Yagiit zur „Milaritgruppe“ mit der Systemnummer 9.CM.05.
Die Systematik der Minerale nach Strunz (9. Auflage) wird von „Hudson Institute of Mineralogy“ in der Mineraldatenbank „Mindat.org“ weitergeführt. Hier gehört Friedrichbeckeit in die Klasse „Silicate und Germanate“ und die Abteilung der „Ringsilikate“ (englisch [Cyclosilicates). Diese ist weiter unterteilt nach der Zähligkeit und Multiplizität der Silicatringe und Friedrichbeckeit wird in der Unterabteilung „sechser-Doppelringe“ (englisch Si6O18]2- 6-membered double rings) mit der Systemnummer 9.CM geführt, zusammen mit den zuvor aufgeführten Mineralen der Milarit-Gruppe, den neu hinzugekommenen Mineralen Aluminosugilith und Laurentthomasit sowie dem verwandten Mineral Faizievit.
In der vorwiegend im englischen Sprachraum gebräuchlichen Systematik der Minerale nach Dana hat MineralName die System- und Mineralnummer 63.02.01a.21. Auch dies entspricht der Klasse der „Silikate“, dort allerdings der bereits feiner unterteilten Abteilung „Ringsilikate: Kondensierte Ringe“. Hier ist er in der „Milarit-Osumilith-Gruppe (Milarit-Osumilith-Untergruppe)“ mit der Systemnummer 63.02.01a innerhalb der Unterabteilung „Ringsilikate: Kondensierte, 6-gliedrige Ringe“ zu finden.

## Chemismus
Friedrichbeckeit hat die Endgliedzusammensetzung
- K(Na□)Mg2Be3Si12O30

und ist das Mg-Analog von Almarudit, Milarit und Oftedalit bzw. das Be-Analog von Merrihueit und Roedderit.
Die empirische Zusammensetzung des Friedrichbeckeit aus der Typlokalität ist
- [12](K0,87)[9](Na0,86□1,16)[6](Mg1,57Mn0,28Fe0,24)[4](Be1,83Mg1,17) [4]Si12,0O30,

wobei in den eckigen Klammern die Koordinationszahl der jeweiligen Position in der Kristallstruktur angegeben ist.
Die ideale Endgliedzusammensetzung von Friedrichbeckeit enthält kein Magnesium auf der [4]T2-Position. Die Mg-Gehalte dieser Position gehen auf eine Mischkristallbildung  mit Roedderit (hier ca. 30 Mol-%) zurück.

## Kristallstruktur
Friedrichbeckeit kristallisiert im hexagonalen Kristallsystem in der Raumgruppe P6/mcc (Raumgruppen-Nr. 192) mit den Gitterparametern a = 9,970 Å und c = 14,130 Å sowie zwei Formeleinheiten pro Elementarzelle. 
Friedrichbeckeit ist isotyp zu Milarit, d. h., es kristallisiert mit der gleichen Struktur wie Milarit. Die 12-fach koordinierte C-Position ist fast voll besetzt mit Kalium (K+). Die 9-fach koordinierte B-Position ist halb besetzt mit Natrium (Na+). Magnesium (Mg2+), Mangan (Mn2+) und Eisen (Fe2+) füllen die 6-fach koordinierte A-Position und die tetraedrisch koordinierten T2-Position enthält Beryllium (Be2+) und Magnesium (Mg2+). Die T1-Position, die die 6er-Doppelringe aufbaut, enthält nur Silizium (Si4+).

## Bildung und Fundorte
Friedrichbeckeit bildet sich kontaktmetamorph bei hohen Temperaturen um 900 °C und niedrigem Druck. Es wird angenommen, dass er sich wie Eifelit direkt aus einer alkalireichen, Silizium- und Magnesium-haltigen und Aluminium-armen Gasphase abscheidet.
Das bislang (Stand 2024) einzige dokumentierte Vorkommen von Friedrichbeckeit ist seine Typlokalität, der Steinbruch der Firma A. Casper am Ettringer Bellerberg, 2 km nördlich von Mayen, in der Laacher-See-Region der Eifel, Rheinland-Pfalz, Deutschland. Dieser sehr mineralreiche Fundort ist die Typlokalität von 17 Mineralen (Stand 2024), davon allein 4 aus der Milaritgruppe: Almarudit, Eifelit, Friedrichbeckeit und Osumilith-(Mg). Weiterhin wurden hier die Milaritgruppenminerale Chayesit, Merrihueit, Roedderit und Trattnerit nachgewiesen.
Dort wurde das Mineral in Hohlräumen eines silikatreichen Gesteinseinschlusses (Xenolith) in Leucit-Tephrit-Lava gefunden. Er tritt zusammen mit Quarz, Sanidin, Tridymit, Augit, Magnesio-Hornblende, Enstatit, Almandin-Spessartin-reichem Granat, Fluorapatit, Biotit, Braunit, Hämatit und Roedderit auf. Dieses Vorkommen entspricht denen der anderen Minerale aus der Milaritgruppe, die in der Vulkaneifel zuvor gefunden wurden: Almarudit, Roedderit, Osumilith und Osumilith-(Mg).